# Jenning Huizenga
Jenning Hein Huizenga (ur. 29 marca 1984 we Franeker) – holenderski kolarz torowy i szosowy, srebrny medalista mistrzostw świata w kolarstwie torowym.

## Kariera
Największym sukcesem Jenninga Huizengi jest zdobycie srebrnego medalu w indywidualnym wyścigu na dochodzenie na mistrzostwach świata w Manchesterze w 2008 roku. Uległ tam jedynie Brytyjczykowi Bradleyowi Wigginsowi, a trzecie miejsce na podium przypadło Aleksiejowi Markowowi z Rosji. W tym samym roku Holender brał również udział w igrzyskach olimpijskich w Pekinie, gdzie zajął osiemnaste miejsce w tej samej konkurencji. Ponadto Huizenga zdobywał także medale krajowych mistrzostw w kolarstwie torowym, w tym złoty w indywidualnym wyścigu na dochodzenie w 2011 roku. W 2013 został brązowym medalistą mistrzostw Europy w drużynowym wyścigu na dochodzenie.